# Санабрия, Хуан Мануэль
Хуан Мануэль Санабрия Маголе (исп. Juan Manuel Sanabria Magole; род. 29 марта 2000, Флорида) — уругвайский футболист, полузащитник клуба «Атлетико Сан-Луис».

## Клубная карьера
Санабрия — воспитанник столичного клуба «Насьональ». В начале 2018 года он подписал контракт с испанским «Атлетико Мадрид». Для получения игровой практики Хуан стал выступать за дублирующий состав. 16 декабря 2020 года в матче Кубка Испании против «Кардассара» он дебютировал за основной состав. В начале 2021 года Санабрия на правах аренды перешёл в «Сарагосу». 12 февраля в матче против «Сабаделя» он дебютировал в Сегунде. 15 мая в поединке против «Лас-Пальмаса» Хуан забил свой первый гол за «Сарагосу».
Летом 2021 года Санабрия был арендован мексиканским «Атлетико Сан-Луис». 25 июля в матче против «Гвадалахары» он дебютировал в мексиканской Примере. 14 марта в поединке против «Пуэблы» Хуан забил свой первый гол за «Атлетико Сан-Луис». 

## Международная карьера
В 2017 года Санабрия в составе юношеской сборной Уругвая выиграл юношеском чемпионате Южной Америки в Чили. На турнире он сыграл в матчах против команд Эквадора, Колумбии, Чили и Боливии.
В 2019 году Санабрия в составе молодёжной сборной Уругвая принял участие в молодёжном чемпионате Южной Америки в Чили. На турнире он сыграл в матчах против команд Перу, Парагвая, Венесуэлы, Бразилии, Колумбии, а также дважды Аргентины и Эквадора.
В том же году в составе Санабрия принял участие в молодёжном чемпионате мира в Польше. На турнире он сыграл в матчах против команд Гондураса, Норвегии, Новой Зеландии и Эквадора.